# Maestro delle Storie del pane
Si tratta di un artista anonimo, attivo a Bologna tra il 1480 ed il 1490, autore di un ciclo murale nel castello di Ponte Poledrano, a Bentivoglio, nel contado di Bologna.

## Il ciclo del castello di Bentivoglio

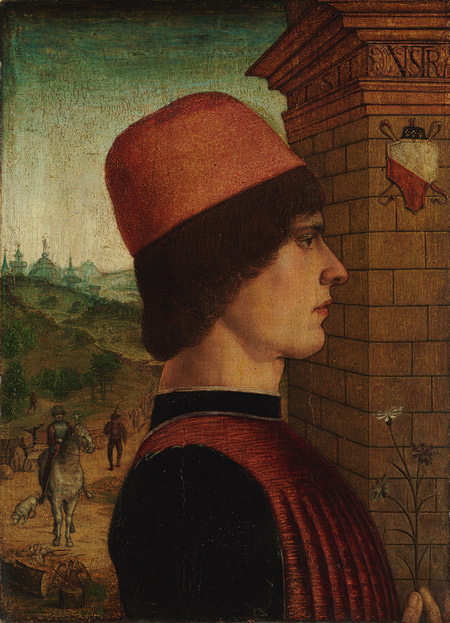
Ritratto di uomo, forse Matteo di Sebastiano di Bernardino Gozzadini, Metropolitan Museum of Art, New York

Il ciclo pittorico raffigura la produzione del cereale dal preliminare disboscamento del suolo al consumo del pane in un banchetto. L'inconsueta iconografia corrisponde bene alle funzioni dell'edificio, residenza estiva prediletta dal signore di Bologna Giovanni II Bentivoglio, ma anche fattoria. La chiarezza con cui sono osservati i lavori agricoli si abbina ad una preziosità mentale delle forme che è facilmente riferibile ad un fondo di cultura ferrarese. Ma questo pittore, che è stilisticamente vicino all'altro anonimo che Roberto Longhi chiamò Maestro di Ambrogio Saraceno, partecipa a quella congiuntura che a Bologna creò una variante dell'arte di Francesco del Cossa e Ercole de' Roberti.